# Montenegro de Cameros
Montenegro de Cameros är en kommun i Spanien.   Den ligger i provinsen Provincia de Soria och regionen Kastilien och Leon, i den norra delen av landet, 200 km norr om huvudstaden Madrid.